# Bidens boquetiensis
Bidens boquetiensis là một loài thực vật có hoa trong họ Cúc. Loài này được Roseman mô tả khoa học đầu tiên năm 1990.